# Nervellius exquisitus
Nervellius exquisitus är en stekelart som beskrevs av Braet och Barbalho 2003. Nervellius exquisitus ingår i släktet Nervellius och familjen bracksteklar. Inga underarter finns listade i Catalogue of Life.